# Palabra de mujer
Palabra de mujer è il secondo album della cantante spagnola Mónica Naranjo. L'album è stato pubblicato nel 1997.

## Tracce
1. Desátame
2. Empiezo a recordarte
3. Yo vengo y tú te vas
4. Entender el amor
5. Ámame o dejame
6. Pantera en libertad
7. Rezando en soledad
8. Las campanas del amor
9. Miedo
10. Tú y yo volvemos al amor